# Zbigniew Płatek
Zbigniew Płatek (Szczecin, 31 de juliol de 1959) va ser un ciclista polonès que va córrer com amateur. Es dedicà principalment al ciclisme en pista. El seu principal èxit fou la medalla de bronze al Campionat del món en pista de tàndem de 1981, fent parella amb Ryszard Konkolewski